# Strada principale 462
La strada principale 462 (H462; in tedesco Hauptstrasse 462; in francese route principale 462) è una delle strade principali della Svizzera. Non è contrassegnata da una tavoletta numerata.

## Percorso
La strada collega Urnäsch a Waldstatt ed è connessa con le strade principali H448, H8 e H463. 
| Strada principale 462 |             |                    |
| Tipo                  | Indicazione | Cantone            |
|                       | H448        | Appenzello Esterno |
|                       | Urnäsch     | Appenzello Esterno |
|                       | Waldstatt   | Appenzello Esterno |
|                       | H8          | Appenzello Esterno |
|                       | H463        | Appenzello Esterno |